# Пренчов
Пренчов (слч. Prenčov) насељено је мјесто са административним статусом сеоске општине (слч. obec) у округу Банска Штјавњица, у Банскобистричком крају, Словачка Република.

## Становништво
| Година:    | 1994. | 2004. | 2014.   | 2024.   |
| ---------- | ----- | ----- | ------- | ------- |
| Број људи: | 625   | 625   | 664     | 614     |
| Разлика:   |       | +0 %  | +6,24 % | -7,53 % |

| Година:    | 2023. | 2024.   |
| ---------- | ----- | ------- |
| Број људи: | 625   | 614     |
| Разлика:   |       | -1,76 % |

Према подацима о броју становника из 2024. године насеље је имало 614 становника.